# Емануел Ђинобили
Емануел Давид Ђинобили (шп. Emanuel Ginóbili; Баија Бланка, 28. јул 1977) бивши је аргентински кошаркаш. Играо је на позицији бека.
Наступао је за NBA екипу Сан Антонио Спарса, као и за репрезентацију Аргентине. Потиче из кошаркашке породице, његов отац Хорхе је био кошаркаш а касније и тренер, а браћа Леандро и Себастијан су такође играли кошарку али са доста мање успеха. У Аргентини је наступао за два клуба пре него што је 1998. дошао у Италију. Две сезоне је провео у Виола Ређо Калабрији из које је 2000. прешао у Киндер. Док је наступао за ову екипу два пута је проглашен најкориснијим играчем италијанског првенства, а био је проглашен и за најкориснијег играча финалног турнира Евролиге. Уврштен је на списак 50 особа које су највише допринеле Евролиги.
Изабран је у другом кругу, као укупно 57. пик NBA драфта 1999. године од стране Сан Антонио Спарса. У Италији је остао све до 2002. године када одлази у NBA лигу. Веома брзо је постао кључни играч Спарса са којима је освојио четири шампионска прстена (2003, 2005, 2007 и 2014). Два пута је биран у Ол-стар тим, први пут 2005. а затим и 2011. У сезони 2007/08. проглашен је за најбољег шестог играча лиге.
За репрезентацију Аргентине је дебитовао 1998. године и био је члан репрезентације која је на Летњим олимпијским играма 2004. у Атини освојила златну медаљу. Једини је играч који је током каријере успео да освоји Евролигу, NBA шампионски прстен и злато на Олимпијади.

## Успеси

### Клупски
- Сан Антонио спарси:
  - НБА шампион (4): 2002/03, 2004/05, 2006/07, 2013/14.
- Виртус Болоња:
  - Евролига (1): 2000/01.
  - Првенство Италије (1): 2000/01.
  - Куп Италије (2): 2001, 2002.

### Репрезентативни
- Олимпијске игре:
  -  2004.
  -  2008.
- Светско првенство:
  -  2002.
- Америчко првенство:
  -  2001, 2011.
  -  2003.
  -  1999.

### Појединачни
- НБА ол-стар меч (2): 2005, 2011.
- Идеални тим НБА — трећа постава (2): 2007/08, 2010/11.
- Шести играч године НБА (1): 2007/08.
- Идеални тим новајлија НБА — друга постава: 2002/03.
- Најкориснији играч фајнал фора Евролиге (1): 2000/01.
- Идеални тим Евролиге — прва постава (1): 2001/02.
- Најкориснији играч Првенства Италије (2): 2000/01, 2001/02.
- Најкориснији играч Купа Италије (1): 2001/02.
- Најкориснији играч Олимпијских игара (1): 2004.
- Најкориснији играч Америчког првенства (1): 2001.